# (332324) Bobmcdonald
(332324) Bobmcdonald est un astéroïde de la ceinture principale.

## Description
(332324) Bobmcdonald est un astéroïde de la ceinture principale. Il fut découvert le 12 décembre 2006 à Mauna Kea par David D. Balam. Il présente une orbite caractérisée par un demi-grand axe de 2,40 UA, une excentricité de 0,17 et une inclinaison de 12,4° par rapport à l'écliptique.

## Compléments